# Почётный знак Содружества Независимых Государств
Почётный знак Содружества Независимых Государств - высшая награда СНГ, учреждённая решением Совета глав государств Содружества Независимых Государств от 7 октября 2002 года.

## История награды

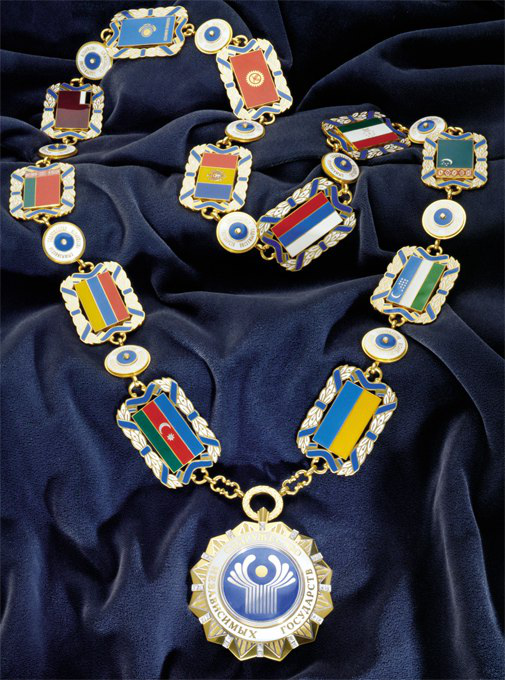
Почётный знак Содружества Независимых Государств образца 2001 года. На знаке изображен старый флаг Грузии (до 2004 года).

7 октября 2002 года, на заседании Совета глав государств СНГ проходящем в Кишинёве, Почётный знак был официально учреждён. Вместе с учреждением, были утверждены Положение о Почетном знаке Содружества Независимых Государств, Описание Почетного знака и Описание удостоверения к Почетному знаку. Документы были подписаны главами 10 из 12 государств - участников СНГ (Туркменистан и Узбекистан не подписали решение).
Несмотря на то, что официально Почётный знак был учреждён лишь в 2002 году, уже 1 июня 2001 состоялось его первое вручение бывшему Президенту Республики Молдова - Петру Лучинскому.
В 2004 году, в связи с изменением государственного флага Грузией, почётный знак был полностью переработан. Были изменены флаги государств - участников Содружества Независимых Государств, убрано покрытие эмалью обводки флагов и соединительных элементов. В связи с уменьшением размера флагов, добавлено 7 новых пустых звеньев в цепи. Минимальным изменениям подверглась лишь центральная звезда с эмблемой Содружества.

## Описание награды
Согласно Описанию Почётного знака Содружества Независимых Государств - Почетный знак представляет собой цепь, состоящую из знака цепи, соединенного через соединительное звено со звеньями, олицетворяющими флаги двенадцати государств, входящих в Содружество.
Знак цепи представляет собой двенадцатилучевую равностороннюю звезду, на позолоченной основе которой расположено накладное посеребренное изображение эмблемы Содружества Независимых Государств на синем эмалевом фоне. Вокруг эмблемы по кругу на белом эмалевом фоне располагается золотистая надпись «СОДРУЖЕСТВО НЕЗАВИСИМЫХ ГОСУДАРСТВ», между лучами звезды в розетках вставлены прозрачные полудрагоценные камни, общее число которых также двенадцать.
На оборотной стороне звезды в верхней части расположен двузначный номер, по кругу - надпись «За большой вклад в укрепление Содружества Независимых Государств», в центральной части – площадка для гравировки имени, отчества, фамилии.
На позолоченном соединительном звене знака также вставлены прозрачные полудрагоценные камни, но, в отличие от камней звезды, меньше размером и в количестве трех штук.
Звенья, олицетворяющие флаги двенадцати государств, входящих в Содружество, представляют собой стилизованный позолоченный венок, на котором расположено накладное эмалевое изображение флага. На торцах венка у элементов крепления вставлено по одному полудрагоценному камню еще меньшего размера, чем на соединительном звене.
Справа налево от эмблемы Содружества Независимых Государств в алфавитном порядке:
- Азербайджанская Республика;
- Республика Армения;
- Республика Беларусь;
- Грузия;
- Республика Казахстан;
- Кыргызская Республика;
- Республика Молдова;
- Российская Федерация;
- Республика Таджикистан;
- Туркменистан;
- Республика Узбекистан;
- Украина.
Элементы с изображением флагов Кыргызской Республики и Республики Молдова соединяются с помощью декоративных элементов.
Все элементы цепи маркированы с оборотной стороны именником изготовителя.

## Кавалеры

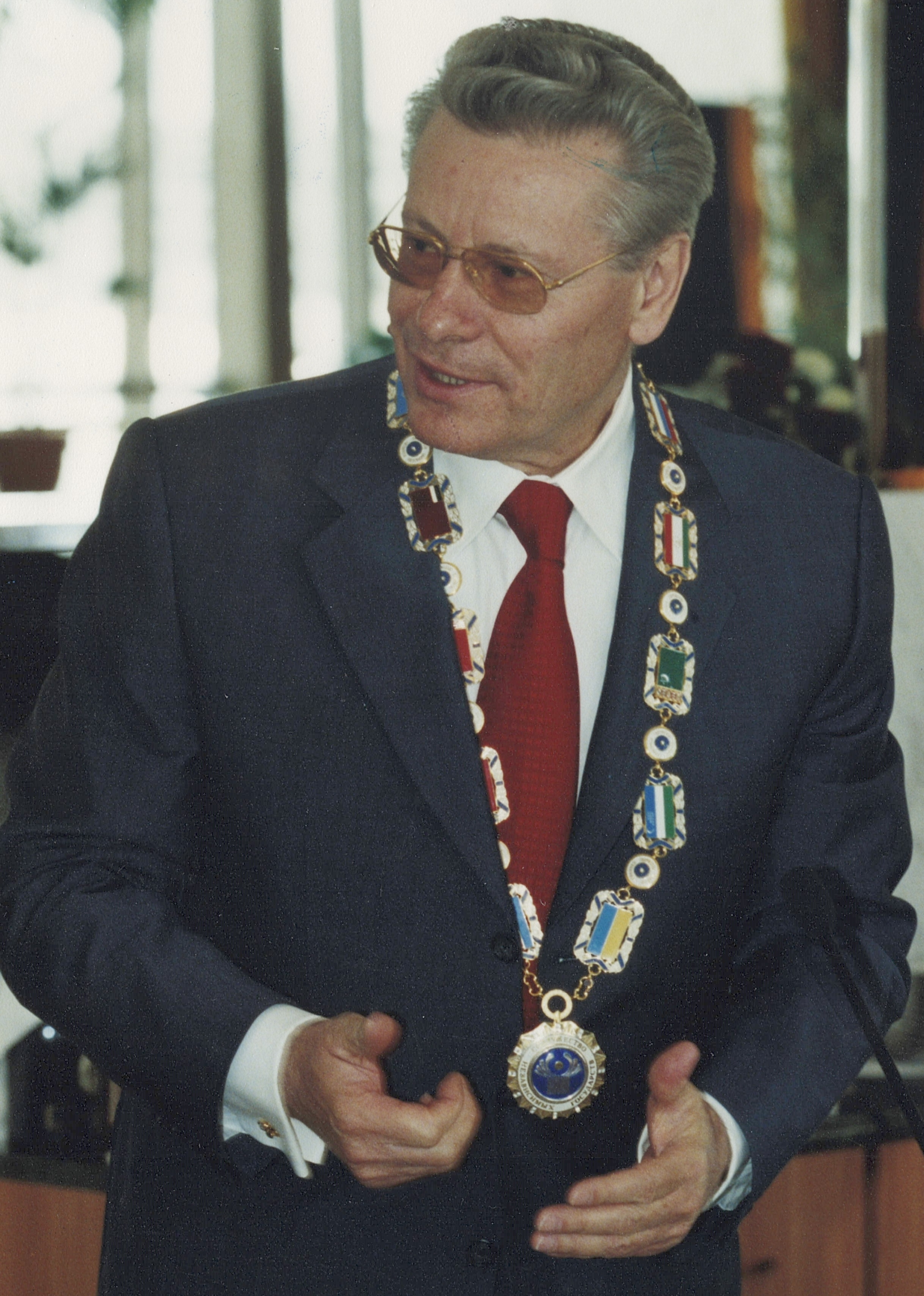
Пётр Лучинский - первый награждённый Почётным знаком СНГ

1. 1 июня 2001 года - бывший Президент Республики Молдова - Пётр Лучинский[1].
2. 2002 год - бывший Президент Российской Федерации - Борис Ельцин.
3. 7 октября 2002 года - Президент Российской Федерации - Владимир Путин[2].
4. 30 мая 2003 года - Президент Азербайджанской Республики - Гейдар Алиев[3].
5. 16 сентября 2004 года - Президент Украины - Леонид Кучма[4].
6. 16 сентября 2004 года - бывший Председатель Исполнительного комитета – Исполнительный секретарь СНГ - Юрий Яров[5].
7. 5 октября 2007 года - Президент Республики Таджикистан - Эмомали Рахмон[6][7].
8. 5 октября 2007 года - Председатель Исполнительного комитета – Исполнительный секретарь СНГ Владимир Рушайло[8].
9. 22 февраля 2008 года - Президент Республики Армения - Роберт Кочарян[9].
10. 13 октября 2023 года - Президент Республики Узбекистан - Шавкат Мирзиёев[10][11].

## Экспонаты
1. Почётный знак Содружества Независимых Государств образца 2001 года, вручённый первому президенту Российской Федерации Борису Ельцину, находится в Екатеринбурге, в музее Ельцин-центра.
2. Почётный знак Содружества Независимых Государств образца 2004 года, под номером 000, находится в Минске, в Музее истории Содружества Независимых Государств, расположенном в Штаб-квартире СНГ[12].